# František Šebor
František Antonín Šebor, v německé podobě Franz Anton Schebor, (29. září 1838 Brandýs nad Labem – 21. července 1904 Praha) byl český inženýr, podnikatel, poslanec Panské sněmovny Rakouské říšské rady a spolutvůrce cukrovarnické a chemické výroby vývoje v Polabí. Jeho mladším bratrem byl hudební skladatel a houslový virtuóz Karel Šebor.

## Život

### Mládí
Narodil se hospodskému Josefu Šeborovi a jeho manželce Kateřině, rozené Douchové, v Brandýse nad Labem. Vyrůstal u svého dědečka, učitele Antonína Douchy, v Zeměchách (dnes součást Kralup nad Vltavou spolu s bratrem Karlem. Vystudoval obor chemie na Polytechnickém ústavu v Praze.

### Podnikání
Začal podnikat v plynárenství, a především pak v cukrovarnictví, ke kterému měl Šebor z hospodářské podstaty rodného Polabí blízko. Založil vlastní firmu pod svým jménem, pod kterou otevřel například výrobní chemickou laboratoř či první průmyslovou výrobnu amoniaku z odpadních plynárenských vod na území tehdejší Koruny české. Vlastnil řadu průmyslových patentů týkajících technologických zlepšení ve výrobních procesech v cukrovarnictví, průmyslové chemii nebo opracovávání rud. Byl také popularizátorem oborů a autorem odborné literatury týkající se technologií, taktéž pro menší podnikatele, například svazek Cukrovárnictví pro začátečníky, hospodáře a průmyslníky vydaný roku 1865.
Po 7 let předsedal Obchodní a živnostenské komoře v Praze, podílel se na vzniku pražského Uměleckoprůmyslového muzea. V roce 1891 působil jako místopředseda Jubilejní zemské výstavy v Praze, konané na Výstavišti Praha roku 1891. Za své zásluhy v podnikání a chemicko-technologickém vývoji byl Františku Šeborovi udělen titul doživotního člena Panské sněmovny.

### Úmrtí
Zemřel 21. července 1904 v Praze v 65 letech. Je pochován spolu se svým otcem a matkou v rodinné hrobce na Olšanských hřbitovech. Po jeho smrti převzal rodinnou firmu syn Ing. Gustav Karel Šebor (1871–1951), který roku 1905 založil v Neratovicích chemickou výrobnu pod názvem Továrna na výrobu lučebnin, zvláště čpavku (tzv. Šeborka), jež je historickým základem chemičky Spolana Neratovice.